# Leptamma flavalis
Leptamma flavalis là một loài bướm đêm trong họ Noctuidae.